# Upravljanje znanjem: definicija
Pod pojmom upravljanja znanjem misli se na poboljšanje rada institucija ili organizacija, na temelju iskorištavanja znanja zaposlenika. Postoji mnogo definicija upravljanja znanjem, a sažete u jednu odgovaraju prijevodu engleske verzije iz Wikipedije: "Upravljanje znanjem odnosi se na niz postupaka koji koriste organizacije da bi identificirale, stvorile, prezentirale i distribuirale znanje za ponovno korištenje, osvještavanje i učenje preko organizacije." 

### Programi upravljanja znanjem
Programi upravljanja znanjem vezani su uz organizacijske ciljeve, a njihova namjena je postignuća specifičnih rezultata, kao što je umjetna inteligencija, poboljšana izvedba, kompetitivna izvedba, te viša razina inovacije.

### Prijenos znanja
Prijenos ili transport znanja jedan je od aspekata upravljanja znanjem. Primjeri prijenosa znanja su diskusije na poslu u kojima na kraju dolazi do izjednačavanja mišljenja, motiviranje, korporativne knjižnice, profesionalno usavršavanje, mentori, školovanje, razvoj sposobnosti i naukovanje. U novije doba prijenos znanja ostvaruje se i putem tehnologije, u koju su prije svega uključene baze znanja, ekspertni sustavi i skladišta znanja.

### Teorija i praksa upravljanja znanjem
Teorija i praksa upravljanja znanjem povezani su sa:
•	intelektualnim kapitalom i znanjem radnika u ekonomiji znanja
•	idejom organizacije učenja
•	osposobljavanjima organizacijske prakse (Yellow pages, razvoj suradnje i kulturne otvorenosti)
•	osposobljavanjima tehnologije (postoje programski paketi koji rješavaju probleme)

### Osobno upravljanje znanjem
Pojam osobnog upravljanja znanjem odnosi se na pojedince koji primjenjuju praksu upravljanja znanjem na sebi, te na taj način određuju svoje uloge u organizaciji i napredovanju karijere.

### Pristupi upravljanju znanjem
Pristupi upravljanju znanjem ovise o školi i autoru, a mogu se sagledati kroz četiri perspektive: 
•	tehnocentričnu, kojoj je naglasak na tehnologiji, pogotovo onoj koja služi širenju i povećanju znanja
•	organizacijsku
•	ekološku, koja se odnosi na interakciju među ljudima, te na znanje i faktore iz okoliša koji zajedno stvaraju kompleksni adaptivni sustav
•	kombiniranu, koja može biti spoj bilo kojih od navedenih perspektiva, uz uvjet da te perspektive nisu kontradiktorne

### Ključni koncepti u upravljanju znanjem
Ključni koncepti u upravljanju znanjem su implicitno znanje, eksplicitno znanje, ad hoc pristup, te usvajanje znanja. 
Implicitno znanje je nesvjesno, pojedinci mogu, ali ne moraju biti svjesni da postižu rezultate. Eksplicitno znanje je ono što pojedinac svjesno usvaja i svjesno ga drži u mentalnom fokusu, te koristi za komunikaciju. Cilj neke institucije ili organizacije je održavati ravnotežu između implicitnog znanja djelatnika i eksplicitnog znanja institucije i to se naziva institucionalno znanje.
Ad hoc (lat. za ovu priliku) pristup je alternativna metoda. Oslanja se na pamćenje pojedinog zaposlenika, koji bi mogao u svojoj memoriji imati pohranjeno znanje za rješavanje određenog problema u određenom trenutku. 
Faze usvajanja znanja su prije učenja, za vrijeme učenja i nakon učenja.

### Pokretanje upravljanja znanjem
Pokretanje upravljanja znanjem sastoji se od motivacija (organizacije preuzimaju program upravljanja znanjem) i postizanja kompetitivne prednosti (s poboljšanim i bržim učenjem i novim stvaranjem znanja). Programi upravljanja znanjem mogli bi dovesti do velikih inovacija, boljih iskustava klijenata, te stjecanja znanja kroz globalne organizacije. Razmatranja pokretanja programa upravljanja znanjem uključuju skraćenje razvojnog ciklusa proizvoda, upravljanje organizacijskom motivacijom, povećanje stručnosti ljudi u organizaciji ili instituciji, organizirano učenje, upravljanje intelektualnim kapitalom.

### Zaključak
Tehnologijama (npr. ekspertni sistemi, baze znanja, informacijsko upravljanje, software), te Internetom s e-učenjem, e-mailom i blogovima omogućeno je upravljanje znanjem.
Za uspjeh organizacije ili institucije potrebna je sposobnost pretvorbe osobnog znanja djelatnika i znanja iz dokumenata u dostupno informacijsko znanje. 